# Apteropeoedes variabilis
Apteropeoedes variabilis är en insektsart som beskrevs av Marius Descamps 1971. Apteropeoedes variabilis ingår i släktet Apteropeoedes och familjen Euschmidtiidae.

## Underarter
Arten delas in i följande underarter:
- A. v. variabilis
- A. v. maculatus